# Schizostachyum hainanense
Schizostachyum hainanense là một loài thực vật có hoa trong họ Hòa thảo. Loài này được Merr. ex McClure miêu tả khoa học đầu tiên năm 1935.